# Fabinho
Fábio Henrique Tavares (Campinas, 23 oktober 1993) – alias Fabinho – is een Braziliaans voetballer die doorgaans als rechtsback of verdedigende middenvelder speelt. Hij verruilde Liverpool in juli 2023 voor  Al-Ittihad. Fabinho maakte in 2015 zijn debuut in het Braziliaans voetbalelftal.

## Clubcarrière
Fabinho Neymar de Souza Silva stond van 2012 tot 2015 onder contract bij Rio Ave, maar speelde in die periode nooit een wedstrijd voor de club. Tweemaal werd hij verhuurd. Fabinho maakte zijn debuut voor Real Madrid Castilla op 17 augustus 2012 tegen Villarreal. Villarreal won met 2–1 na twee doelpunten van Fernando Cavenaghi, nadat Jesé Rodríguez de bezoekers op voorsprong bracht. Hij debuteerde in het eerste elftal van Real Madrid tegen Málaga op 8 mei 2013 als vervanger van Fábio Coentrão. Voor Fabinho bleef het bij deze wedstrijd in Madrid.

### (Verhuur aan) AS Monaco

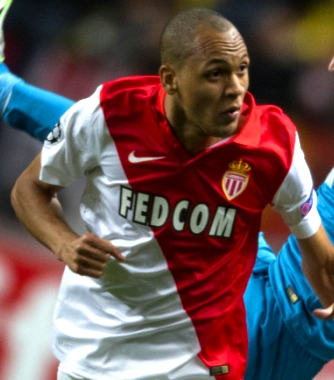
Fabinho als speler van AS Monaco in 2014

In juli 2013 vertrok hij naar AS Monaco, met een contract op huurbasis voor een seizoen. Zijn debuut volgde in de eerste competitiewedstrijd van het seizoen tegen Girondins de Bordeaux, die met 0–2 gewonnen werd. In de verdediging werd Fabinho vergezeld door de centrale verdedigers Carvalho en Éric Abidal en de linksback Layvin Kurzawa. In dit eerste seizoen in Frankrijk speelde Fabinho 26 wedstrijden in de Ligue 1 en speelde hij mee in vier wedstrijden om de Coupe de France. In dit bekertoernooi maakte Fabinho zijn eerste doelpunt voor Monaco in de met 6–0 gewonnen kwartfinale tegen RC Lens. In de zomer van 2014 werd het huurcontract tussen Rio Ave en Monaco met een jaar verlengd. Gedurende het competitieseizoen 2014/15 speelde hij op een na alle wedstrijden, die hij moest missen vanwege interlandverplichtingen. Zijn debuut in het internationale clubvoetbal maakte Fabinho in de UEFA Champions League-editie van 2014/15 in de eerste groepswedstrijd tegen Bayer Leverkusen, die met 1–0 werd gewonnen. In het laatste groepsduel tegen Zenit Sint-Petersburg (2–0) was Fabinho een van de twee doelpuntenmakers, waarmee AS Monaco verzekerd was van een plaats in de achtste finales. Ook de vier wedstrijden in de knock-outfase speelde hij mee, waaronder de verloren kwartfinale tegen Juventus (0–1 over twee wedstrijden). Het seizoen 2014/15 was over alle competities gemeten de meest actieve jaargang in de carrière van Fabinho, met 53 wedstrijden in de Franse competitie, Franse bekertoernooien (Coupe de France, Coupe de la Ligue) en de UEFA Champions League. Op 19 mei 2015, vier dagen voor de laatste wedstrijd van het seizoen, nam AS Monaco Fabinho over van Rio Ave en legde hem definitief vast tot en met het seizoen 2018/19.
In het eerste seizoen dat Fabinho een contract bij Monaco had, werd Monaco derde in de Ligue 1, Fabinho was betrokken bij tien doelpunten (zes gescoord, vier assists). Het Europese seizoen eindigde in de groepsfase van de UEFA Europa League. In het seizoen dat volgde verraste AS Monaco Europa. Ze haalden de halve finale van de UEFA Champions League-editie van 2016/17 (daarin uitgeschakeld door Juventus) en werden kampioen van de Ligue 1. In de achtste finale van de UEFA Champions League werd Manchester City verslagen op uitdoelpunten. In de uitwedstrijd leverde Fabinho twee assists en in de thuiswedstrijd scoorde hij. In de competitie maakte de middenvelder negen doelpunten en gaf hij drie assists. Het lukte AS Monaco niet om in het seizoen 2017/18 opnieuw te verrassen, mede door het vertrek van Kylian Mbappé, Tiemoué Bakayoko, Bernardo Silva en Benjamin Mendy. In de UEFA Champions League-editie van 2017/18 werden de Monagasken uitgeschakeld in de groepsfase en in de competitie eindigde Paris Saint-Germain boven Monaco.

### Liverpool
Fabinho ging in de zomer van 2018 voor 46 miljoen euro van Monaco naar Liverpool. Hij maakte op 18 september 2018 zijn officiële debuut voor de Engelse club, in een wedstrijd in de Champions Leaguetegen Paris Saint-Germain. Hij speelde een minuut als vervanger voor Sadio Mané. Zijn basisdebuut maakte hij tegen Chelsea, in de EFL Cup. Zijn competitiedebuut volgde op 20 oktober 2018, tegen Huddersfield Town . Fabinho greep in zijn eerste seizoen met Liverpool net naast het landskampioenschap. Zijn ploeggenoten en hij verloren dat seizoen maar één keer, behaalden 97 punten, maar eindigden toch één punt achter Manchester City. Fabinho won dat jaar wel voor de tweede keer in de clubhistorie de Champions League met Liverpool door in de finale met 2–0 van Tottenham Hotspur te winnen.
Fabinho won op 14 augustus 2019 met Liverpool de UEFA Super Cup, tegen Chelsea. Nadat de wedstrijd in reguliere tijd in 1–1 eindigde en na verlenging in 2–2, won Liverpool de strafschoppenreeks. Fabinho benutte de tweede penalty voor zijn team. Hij moest vanwege een enkelblessure het WK voor clubs aan zich voorbij laten gaan. Fabinho won in 2019/20 de Premier League met Liverpool. Dat was de eerste keer in dertig jaar dat Liverpool het Engelse kampioenschap won. Zijn teamgenoten en hij haalden dat jaar 99 punten, een clubrecord.
Fabinho eindigde in 2020/21 en 2021/22 voor de vijfde en zesde keer achter elkaar met Liverpool in de top 4 van de Premier League. Manchester City voorblijven lukte niet nog een keer. Zijn ploeggenoten en hij haalden in seizoen 2021/22 voor de derde keer sinds zijn komst naar Liverpool meer dan negentig punten, maar kwamen er daarmee (net als in 2018/19) één tekort. Hij won dat jaar wel voor het eerst in zijn carrière de League Cup en de FA Cup. Fabinho speelde in 2022/23 in 36 van de 38 speelronden in de Premier League, waarvan 31 als basisspeler. Allebei persoonlijke records sinds zijn komst naar Liverpool. De Engelse club en hij eindigden dat seizoen voor het eerst sinds zijn komst buiten de top 4.

### Al-Ittihad
Fabinho verruilde Liverpool in juli 2023 voor  Al-Ittihad. Dat betaalde circa 47 miljoen euro voor hem. Hiermee was hij een van tal van spelers die in de zomer van 2023 van een Europese topcompetitie verhuisden naar een club in Saoedi-Arabië, zoals bijvoorbeeld ook Liverpool-collega's Roberto Firmino en Jordan Henderson.

## Clubstatistieken
| Seizoen | Club            | Land              | Competitie         | Competitie | Competitie | Beker | Beker | Internationaal | Internationaal | Totaal | Totaal |
| Seizoen | Club            | Land              | Competitie         | Wed.       | Dlp.       | Wed.  | Dlp.  | Wed.           | Dlp.           | Wed.   | Dlp.   |
| ------- | --------------- | ----------------- | ------------------ | ---------- | ---------- | ----- | ----- | -------------- | -------------- | ------ | ------ |
| 2012/13 | Rio Ave FC      | Vlag van Portugal | Primeira Liga      | 0          | 0          | 0     | 0     | —              | —              | 0      | 0      |
| 2012/13 | → Real Madrid B | Vlag van Spanje   | Segunda División A | 30         | 2          | 0     | 0     | —              | —              | 30     | 2      |
| 2012/13 | → Real Madrid   | Vlag van Spanje   | Primera División   | 1          | 0          | 0     | 0     | 0              | 0              | 0      | 0      |
| 2013/14 | → AS Monaco     | Vlag van Monaco   | Ligue 1            | 26         | 0          | 5     | 1     | —              | —              | 31     | 1      |
| 2014/15 | → AS Monaco     | Vlag van Monaco   | Ligue 1            | 36         | 1          | 7     | 0     | 10             | 1              | 53     | 2      |
| 2015/16 | AS Monaco       | Vlag van Monaco   | Ligue 1            | 34         | 6          | 4     | 2     | 9              | 0              | 47     | 8      |
| 2016/17 | AS Monaco       | Vlag van Monaco   | Ligue 1            | 37         | 9          | 5     | 0     | 14             | 3              | 56     | 12     |
| 2017/18 | AS Monaco       | Vlag van Monaco   | Ligue 1            | 34         | 7          | 6     | 1     | 5              | 0              | 45     | 8      |
| 2018/19 | Liverpool       | Vlag van Engeland | Premier League     | 28         | 1          | 2     | 0     | 11             | 0              | 41     | 1      |
| 2019/20 | Liverpool       | Vlag van Engeland | Premier League     | 28         | 2          | 3     | 0     | 8              | 0              | 39     | 2      |
| 2020/21 | Liverpool       | Vlag van Engeland | Premier League     | 30         | 0          | 3     | 0     | 8              | 0              | 41     | 0      |
| 2021/22 | Liverpool       | Vlag van Engeland | Premier League     | 29         | 5          | 6     | 2     | 13             | 1              | 48     | 8      |
| 2022/23 | Liverpool       | Vlag van Engeland | Premier League     | 36         | 0          | 4     | 0     | 8              | 0              | 48     | 0      |
| Totaal  | Totaal          | Totaal            | Totaal             | 349        | 33         | 45    | 6     | 86             | 5              | 480    | 44     |

## Interlandcarrière
Fabinho speelde vijf wedstrijden voor Brazilië –20 en kwam driemaal uit voor Brazilië –23. Hij maakte op 7 juni 2015 zijn debuut in het Braziliaans voetbalelftal, in een oefeninterland tegen Mexico. Na rust verving hij Danilo, toen de 2–0 eindstand al bepaald was. Bondscoach Dunga nam Fabinho op in de Braziliaanse selectie voor de Copa América 2015, waar het land in de groepsfase Colombia, Peru en Venezuela trof. Brazilië werd groepswinnaar, maar verloor in de kwartfinale na een strafschoppenreeks van Paraguay. Fabinho speelde geen minuut op het toernooi. In 2016 behoorde Fabinho weer tot de selectie voor de Copa América. Dit keer werd Brazilië uitgeschakeld in de groepsfase. Opnieuw kwam Fabinho niet van de bank af. Het duurde daarna ruim twee jaar voor hij weer werd opgeroepen voor het nationale team. Na een paar oefeninterlands, moest hij ook de Copa América 2019 thuis bekijken. Fabinho behoorde wel weer tot de Braziliaanse selectie op de Copa América 2021. Hierop kwam hij vier keer in actie. Zijn team haalde de finale, maar verloor die van Argentinië. Fabinho mocht ook mee naar het WK 2022. Hij speelde hierop alleen de derde groepswedstrijd, toen Brazilië zich al had geplaatst voor de achtste finale.

## Erelijst
| Competitie            | Aantal    | Jaren     |           |           |
| AS Monaco             | AS Monaco | AS Monaco | AS Monaco | AS Monaco |
| --------------------- | --------- | --------- | --------- | --------- |
| Ligue 1               | 1x        | 2016/17   |           |           |
| Liverpool             |           |           |           |           |
| UEFA Champions League | 1x        | 2018/19   |           |           |
| UEFA Super Cup        | 1x        | 2019      |           |           |
| Premier League        | 1x        | 2019/20   |           |           |
| EFL Cup               | 1x        | 2021/22   |           |           |
| FA Cup                | 1x        | 2021/22   |           |           |
| FA Community Shield   | 1x        | 2022      |           |           |